# Третяк Юрій Дмитрович

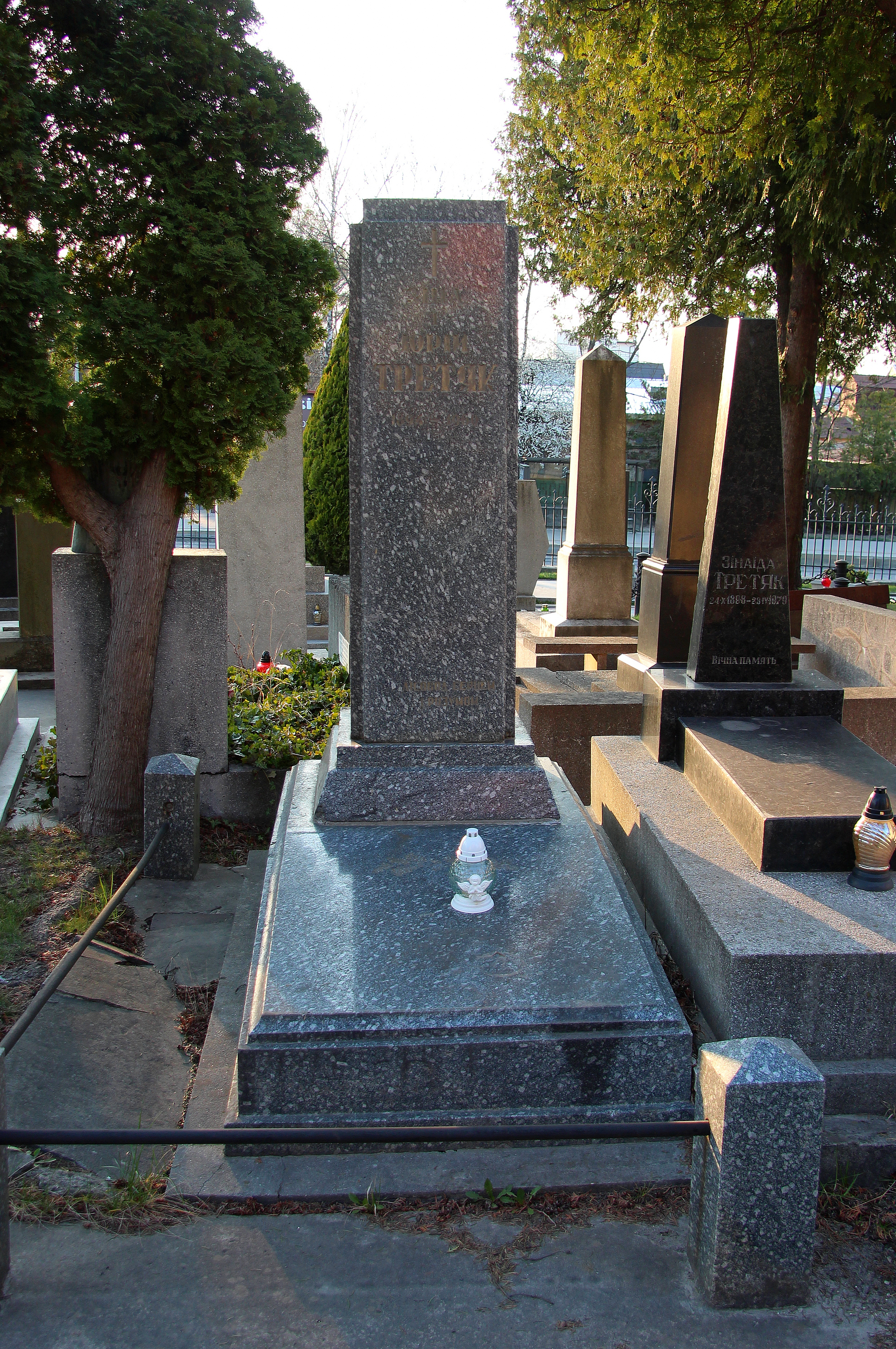

Третяк Юрій Дмитрович (2 листопада 1894, Заболотці — 18 січня 1960) — український вчений-лісівник. Ректор Львівського лісотехнічного інституту (1953—1959).

## Життєпис
Народився в селі Заболотці на Львівщині в сім'ї вчителя. У 1915 р., після закінчення Бродівської гімназії, переїжджає до Росії, де вступає до Петербурзького лісового інституту, в 1918 р. повертається в Галичину і в 1925 р. закінчує лісогосподарський факультет Львівського політехнічного інституту. Працював лісовпорядником у приватних лісах графа Потоцького. У 1940 р. переходить на викладацьку роботу. У 1946 р. стає кандидатом біологічних наук. У 1945—1950 рр. працює завкафедрою лісівництва та деканом лісогосподарського факультету Львівського політехнічного інституту, з 1953 по 1959 рр. — ректором Львівського лісотехнічного інституту. З 1959 р. очолює кафедру ботаніки та дендрології Львівського лісотехнічного інституту.
Ю. Третяк — один з тих, хто піднімав у 1950-х роках справу охорони природи на Західній Україні. Вимагав припинити в Карпатах суцільні рубки, пропонував створити Карпатський заповідник. За його ініціативою в 1957 р. у Львові було скликано першу за радянський час Республіканську конференцію з охорони природи на заході України, в якій брало участь понад 300 осіб. Їздив до Москви до письменника Л. Леонова, який з фотографіями рубки карпатських лісів ходив клопотати про захист Карпат до кремлівських кабінетів.
З ініціативи вченого керована ним кафедра встановила тісні контакти з діячами охорони природи Польщі і Чехословаччини і було складено список пам'ятників природи Західної України. Ю. Д. Третяк — автор критичних статей на захист карпатських лісів, що публікувалися наприкінці 1950-х років в обласних, республіканських і центральних виданнях.
У газеті «Радянська Україна» в 1958 р. була поміщено велику статтю вченого про охорону карпатських лісів, і її передрукувала одна з провідних американської газет, після чого лісівник мав чимало неприємностей. Скоріше за все саме через цю статтю його було знято з поста ректора, а підняте цькування прискорило його смерть. Ю. Д. Третяк підготував чимало сучасних українських діячів охорони природи, зокрема, д.б.н. С. М. Стойка.
Помер 18 січня 1960 р. у Львові.Похований на 1 полі Личаківського цвинтаря.

## Публікації щодо охорони природи
- Третяк Ю. Д. Пути к восстановлению лесов на скалах Карпат // Сб. докл. по вопр. развития продуктивных сил западных областей УССР. — Львов, 1952.
- Третяк Ю. Д. На захист букових лісів // Охорона природи в західних областях УРСР. — Львів, 1957. — Ч. II.
- Третяк Ю. Д. и др. Сохраним Карпатские леса // Колхоз. село. — 1956. — 14 сент.
- Третяк Ю. Д. и др. Бережно охранять «зеленого друга» // Правда. — 1957. — 12 мая.
- Третяк Ю. Д. та ін. На захист карпатських лісів // Рад. Україна. — 1958. — 14 вересня.
- Третяк Ю. Д., Стойко С. М. О забытой природе // Лесн. хоз-во. — 1960. — № 1.

## Про нього
- Пам'яті Юрія Дмитровича Третяка // Охороняйте рідну природу. — К. : Урожай, 1964. — С. 154—156.
- Борейко В. Е. Философы зоозащиты и природоохраны. — К. : КЭКЦ, 2012. — 179 с.